# Stadion Tundża w Jambole
Stadion Tundża – stadion w Jambole o pojemności 8 000 widzów, na którym gra klub FK Tundża Jamboł. Znajduje się w zachodniej części miasta, niedaleko rzeki Tundża.